# Ophiomastix palaoensis
Ophiomastix palaoensis är en ormstjärneart som beskrevs av Murakami 1943. Ophiomastix palaoensis ingår i släktet Ophiomastix och familjen Ophiocomidae. Inga underarter finns listade i Catalogue of Life.